# 195 (število)
195 (stó pétindévetdeset) je naravno število, za katero velja 195 = 194 + 1 = 196 - 1.
Sestavljeno število
Klinasto število
195 je vsota enajstih zaporednih praštevil: 195 = 3 + 5 + 7 + 11 + 13 + 17 + 19 + 23 + 29 + 31 + 37.
Harshadovo število